# Marcel Sturm
Marcel Sturm (* 1. Juni 1905 in Mülhausen; † 18. Juni 1950 in Baden-Baden) war ein französischer Militärpfarrer in den französischen Sektoren Berlins, Westdeutschlands und Österreichs und damit auch kirchlicher Berater der Militärregierung. Er stammt aus dem Geschlecht Jakob Sturms (1489–1553). Sturm war Initiator der Gründung des Französisch-deutschen Bruderrates.

## Leben
Sturm studierte Theologie und Philosophie in Montpellier und Straßburg. Von 1929 bis 1939 war er Pfarrer im elsässischen Hüningen in der Nähe der schweizerischen Grenze. Im August 1939 wurde er als Reserveoffizier in die französische Arme eingezogen und während des Blitzkrieges der Wehrmacht 1940 leicht verwundet. Sturm geriet anschließend in Boulogne-sur-Mer in deutsche Kriegsgefangenschaft. Ihm gelang jedoch die Flucht in die freie Zone nach Südfrankreich, wo er sich gemeinsam mit seiner Frau und seinen Kindern nach Algerien absetzte.
In Algier starben seine Frau und zwei seiner Töchter an Typhus. Später wurde Sturm Militärpfarrer für den Maghreb, ab 1942 für ganz Nordafrika. Nach der Befreiung von Paris im August 1944 kehrte er in die französische Hauptstadt zurück, wo er die Militärseelsorge aufbaute.
1945 wurde Sturm kirchlicher Berater der französischen Militärregierung in Baden-Baden (Aumônier general). Zu seinen Aufgaben zählten die Seelsorge in der Besatzungsarmee und in den Kriegsgefangenenlagern sowie Verbindungen zur deutschen evangelischen Kirche aufzubauen und teilweise zu unterstützen. Für dieses Unterfangen hielt er Vorträge und organisierte Konferenzen sowie Begegnungen zwischen französischen und deutschen Jugendlichen und kirchlichen Repräsentanten. Sturm war so z. B. für die Logistik des Stuttgarter Treffens im Oktober 1945 zuständig, bei dem sich die Evangelische Kirche in Deutschland erstmals eine Mitschuld evangelischer Christen an den Verbrechen des Nationalsozialismus eingestand (Stuttgarter Schuldbekenntnis).
Die deutsch-französische Aussöhnung war für Sturm ein wichtiges Anliegen. So versuchte er die Annäherung der evangelischen Kirchen beider Länder voranzutreiben und fungierte als Mittler zwischen deutschen und französischen Delegierten bei der Gründungsversammlung des Ökumenischen Rates der Kirchen  1948 in Amsterdam. Auf Sturms Initiative hin fand im März 1950 die Konferenz von Speyer statt, auf der der Französisch-deutsche Bruderrat gegründet wurde.
Sturm starb am 18. Juni 1950 in seiner Wohnung in Baden-Baden.

## Wirken
Genauso wie der Bischof von Orléans, Robert Picard de la Vacquerie (Katholische Kirche), versuchte, die deutsch-französischen Verhältnisse nach dem Zweiten Weltkrieg zu normalisieren bzw. zu verbessern, versuchte auch Marcel Sturm auf evangelischer Seite, dieses Ziel zu erreichen.
Die beiden Militärgeistlichen standen in Verbindung zu Personen des religiös-kirchlichen Lebens in der französischen Besatzungszone und versuchten, im Auftrag der französischen Militärregierung sowie ihrer nationalen Kirchen, aber auch aus eigenem Interesse Beziehungen zu den deutschen Kirchen aufzubauen. Sie bemühten sich um das Funktionieren des kirchlichen Alltags und setzten sich für den Wiederaufbau deutscher Kirchen ein. Sturm und Picard de la Vacquerie gelten als „Brückenbauer“ der deutsch-französischen Annäherung.
Sturm trat auf französischer wie deutscher Seite und zwischen diesen als Berater und Vermittler auf und half so, Probleme zu lösen und Missverständnisse zu beseitigen. Sein wichtigstes Unterfangen war der Französisch-deutsche Bruderrat. Er schuf damit ein übernationales Gremium sowie eine Diskussionsrunde und konnte so Vorurteile beseitigen und transnationale Netzwerke im Bereich der Evangelischen Kirche mitaufbauen.